# Syarhey Shastakow
Syarhey Shastakow (tiếng Belarus: Сяргей Шастакоў; tiếng Nga: Сергей Шестаков; sinh 19 tháng 7 năm 1997) là một cầu thủ bóng đá Belarus. Tính đến năm 2017, anh thi đấu cho Naftan Novopolotsk.